# Europäisches Olympisches Sommer-Jugendfestival 2023/Leichtathletik
Die Leichtathletikwettbewerbe beim Europäischen Olympischen Sommer-Jugendfestival 2023 in Maribor fanden vom 24. bis zum 29. Juli statt. Austragungsort war das Poljane Stadion.

## Medaillenspiegel
| Platz  | Land         | Gold | Silber | Bronze | Gesamt |
| ------ | ------------ | ---- | ------ | ------ | ------ |
| 1      | Tschechien   | 7    | 3      | 1      | 11     |
| 2      | Frankreich   | 6    | 4      | 2      | 12     |
| 3      | Ungarn       | 4    | –      | 5      | 9      |
| 4      | Polen        | 3    | 2      | 1      | 6      |
| 5      | Griechenland | 2    | 2      | 5      | 9      |
| 6      | Spanien      | 2    | 2      | 3      | 7      |
| 7      | Norwegen     | 2    | 2      | 2      | 6      |
| 8      | Schweiz      | 2    | 2      | –      | 4      |
| 9      | Rumänien     | 2    | 1      | 2      | 5      |
| 10     | Kroatien     | 2    | 1      | –      | 3      |
| 11     | Italien      | 1    | 5      | 2      | 8      |
| 12     | Finnland     | 1    | 3      | 1      | 5      |
| 13     | Estland      | 1    | 2      | 4      | 7      |
| 14     | Deutschland  | 1    | 1      | 4      | 6      |
| 15     | Ukraine      | 1    | 1      | –      | 2      |
| 16     | Serbien      | 1    | –      | 1      | 2      |
| 16     | Belgien      | 1    | –      | 1      | 2      |
| 18     | Dänemark     | 1    | –      | –      | 1      |
| 18     | Österreich   | 1    | –      | –      | 1      |
| 20     | Türkei       | –    | 3      | –      | 3      |
| 21     | Slowenien    | –    | 1      | 2      | 3      |
| 22     | Litauen      | –    | 1      | 1      | 2      |
| 22     | Bulgarien    | –    | 1      | 1      | 2      |
| 25     | Israel       | –    | 1      | –      | 1      |
| 26     | Portugal     | –    | –      | 1      | 1      |
| 26     | Irland       | –    | –      | 1      | 1      |
| 26     | Schweden     | –    | –      | 1      | 1      |
| Gesamt | Gesamt       | 41   | 38     | 41     | 120    |

### Medaillengewinner
| Disziplin        | Gold                                                                                  | Silber                                                                                        | Bronze                                                                  |
| ---------------- | ------------------------------------------------------------------------------------- | --------------------------------------------------------------------------------------------- | ----------------------------------------------------------------------- |
| 100 m            | Ylann Bizasene                                                                        | Ido Peretz                                                                                    | Zalan Deák                                                              |
| 200 m            | Akira Eghagha                                                                         | Danielius Vasiliauskas                                                                        | Pedro Afonso                                                            |
| 400 m            | Ondrej Loupal                                                                         | Simone Gilberto                                                                               | Daniel Artigas                                                          |
| 800 m            | Yanis Vanlanduyt                                                                      | Zan Ogrinc                                                                                    | Mattia De Rocchi                                                        |
| 1500 m           | Kristian Bråthen Børve                                                                | Theodore Liot                                                                                 | Albert Szirbek                                                          |
| 3000 m           | Aldin Ćatović                                                                         | Magnus Øyen                                                                                   | Oscar Gaitan                                                            |
| 110 m Hürden     | Matyáš Zach                                                                           | Janko Kišak                                                                                   | Tristan Konso                                                           |
| 400 m Hürden     | Joel von de Ahé                                                                       | Vladimiros Andreadis                                                                          | Savva Novikov                                                           |
| 2000 m Hindernis | Mihai Șavlovschi                                                                      | Isaac Duportal                                                                                | Benjamin Szabo                                                          |
| Medley Staffel   | FrankreichYlann Bizasene Arthur Gheerardyn-Renou Sayf Mohammed Reggad Yani Vanlanduyt | SchweizKilian Arne Borner Akira Mogbejumireyi Ayomide Eghagha Robin Mike Gloor Jan Rickenbach | ItalienMattia De Rocchi Leo Oumar Domenis Simone Giliberto Matteo Togni |
| 5 km Gehen       | Daniel Monfort                                                                        | Giuseppe Disabato                                                                             | Nick Richardt                                                           |
| Hochsprung       | Elijah Pasquier                                                                       | Yasir Kuduban                                                                                 | Paschalis Gennikis                                                      |
| Stabhochsprung   | Fabio Marco                                                                           | Karl Kristjan Pohlak                                                                          | Pavlos Kriaras                                                          |
| Weitsprung       | Petr Meindlschmid                                                                     | James Armant Sordet                                                                           | Eugen-Cristian Popescu                                                  |
| Dreisprung       | Ioannis Gkartsios                                                                     | Aldo Rocchi                                                                                   | Jeremie Nzoungou                                                        |
| Kugelstoßen      | Dimitrios Antonatos                                                                   | Aatu Kangasniemi                                                                              | Kelson Josue De Carvalho                                                |
| Diskuswurf       | Samuel Conjungo-Taumhas                                                               | David Jarolimek                                                                               | Cian Crampton                                                           |
| Hammerwurf       | Armin Szabados                                                                        | Aatu Kangasniemi                                                                              | Nikolaos Sidirenios                                                     |
| Speerwurf        | Roch Krukowski                                                                        | Illja Sajewskij                                                                               | Tom Teršek                                                              |
| Zehnkampf        | Hubert Trościanka                                                                     | Daniel Hanzelka                                                                               | Leon Clair                                                              |

### Medaillengewinnerinnen
| Disziplin        | Gold                                                                                 | Silber                                                                  | Bronze                                                                     |
| ---------------- | ------------------------------------------------------------------------------------ | ----------------------------------------------------------------------- | -------------------------------------------------------------------------- |
| 100 m            | Miia Ott                                                                             | Alice Pagliarini                                                        | Zita Szentgyörgyi                                                          |
| 200 m            | Terezie Taborska                                                                     | Maja Wozniak                                                            | Miia Ott                                                                   |
| 400 m            | Anastazja Kuś                                                                        | Eda Nur Tulum                                                           | Line Safaa Al-Saiddi                                                       |
| 800 m            | Adéla Holubová                                                                       | Ioulianna Roussou                                                       | Marta Mitjans                                                              |
| 1500 m           | Shirin Kerber                                                                        | Ayça Fidanoğlu                                                          | Tia Zivko                                                                  |
| 3000 m           | Jana Johanová                                                                        | Carla Cabezas                                                           | Alexandra Maria Hudea                                                      |
| 100 m Hürden     | Laura Montauban Mia Wild                                                             |                                                                         | Zuzanna Zajac                                                              |
| 400 m Hürden     | Olha Maschanjenkowa                                                                  | Alexandra Uță                                                           | Meta Tumba                                                                 |
| 2000 m Hindernis | Karolína Jarošová                                                                    | Andrea Nygård Vie                                                       | Majken Söderlund Larsson                                                   |
| Medley Staffel   | RumänienStefania Balint Maria Denisa Capota Bianca Maria Tita Alexandra Stefania Uta | ItalienElisa Marcello Alice Pagliarini Valentina Vaccari Elisa Valensin | TschechienViktorie Jánská Eliska Kramesova Ester Parohova Terezie Taborska |
| 5 km Gehen       | Alexandra Kovacs                                                                     | Julia Suarez                                                            | Mina Stankovic                                                             |
| Hochsprung       | Ella Obeta                                                                           | Valeria Smirnova                                                        | Iren Sarabojukowa                                                          |
| Stabhochsprung   | Magdalena Rauter                                                                     | Apolena Švábíková                                                       | Embla Matilde Njerve Emma Meszaros Evgenia Maria Panagiotou                |
| Weitsprung       | Borí Rózsahegyi                                                                      | Radina Welitschkowa                                                     | Laura Ooghe                                                                |
| Dreisprung       | Erika Saraceni                                                                       | Olga Szlachta                                                           | Aureja Beniusyte                                                           |
| Kugelstoßen      | Nafy Thiam                                                                           | Maria Rafailidou                                                        | Ella Mantyla                                                               |
| Hammerwurf       | Pinja Karha                                                                          | Marie Rougetet                                                          | Johanna Marrwitz                                                           |
| Speerwurf        | Vita Barbic                                                                          | Rebecca Nelimarkka                                                      | Heti Väät                                                                  |
| Diskuswurf       | Helene Mariel Ramslien                                                               | Frieda Echterhoff                                                       | Maria Rafailidou                                                           |
| Siebenkampf      | Sarolta Kriszt                                                                       | Lucia Acklin                                                            | Enni Virjonen                                                              |

## Ergebnisse Jungen

### 100 m
| Platz | Land | Sportler            | Zeit (s) |
| ----- | ---- | ------------------- | -------- |
| 1     | FRA  | Ylann Bizasene      | 10,53    |
| 2     | ISR  | Ido Peretz          | 10,70    |
| 3     | HUN  | Zalan Deak          | 10,75    |
| 4     | CZE  | Petr Meindlschmid   | 10,77    |
| 5     | POL  | Tomasz Bajraszewski | 10,79    |
| 6     | DEN  | Christian Andersson | 11,03    |
| 7     | SUI  | Jan Rickenbach      | 11,05    |
|       | GER  | Jakob Kemminer      | DNS      |

### 200 m
| Platz | Land | Sportler               | Zeit (s) |
| ----- | ---- | ---------------------- | -------- |
| 1     | SUI  | Akira Eghagha          | 21,07    |
| 2     | LTU  | Danielius Vasiliauskas | 21,20    |
| 3     | POR  | Pedro Afonso           | 21,41    |
| 4     | POL  | Fabian Brylowski       | 21,61    |
| 5     | ESP  | Rodrigo Fito           | 21,64    |
| 6     | IRL  | Donal Martin           | 21,69    |
| 7     | UKR  | Dmytro Kravets         | 21,72    |
| 8     | CZE  | Milan Vich             | 22,24    |

### 400 m
| Platz | Land | Sportler          | Zeit (s) |
| ----- | ---- | ----------------- | -------- |
| 1     | CZE  | Ondrej Loupal     | 47,07    |
| 2     | ITA  | Simone Gilberto   | 47,55    |
| 3     | ESP  | Daniel Artigas    | 47,86    |
| 4     | GER  | Lucien Berger     | 47,90    |
| 5     | FRA  | Sayf Reggad       | 47,98    |
| 6     | LTU  | Matas Janarauskas | 48,03    |
| 7     | ISR  | Noam Mamu         | 48,18    |
| 8     | FIN  | Juho Venäläinen   | 48,78    |

### 800 m
| Platz | Land | Sportler           | Zeit (min) |
| ----- | ---- | ------------------ | ---------- |
| 1     | FRA  | Yani Vanlanduyt    | 1:52,11    |
| 2     | SLO  | Zan Ogrinc         | 1:52,58    |
| 3     | ITA  | Mattia De Rocchi   | 1:53,10    |
| 4     | NOR  | Sondre Svarholt    | 1:53,64    |
| 5     | FIN  | Joonas Kumpulainen | 1:53,98    |
| 6     | ESP  | Ryan Barcala       | 1:54,19    |
| 7     | BEL  | Enzo Legendre      | 1:56,30    |
| 8     | POR  | Nuno Cordeiro      | 1:56,86    |

### 1500 m
| Platz | Land | Sportler               | Zeit (min) |
| ----- | ---- | ---------------------- | ---------- |
| 1     | NOR  | Kristian Bråthen Børve | 3:52,37    |
| 2     | FRA  | Theodore Liot          | 3:52,64    |
| 3     | HUN  | Albert Szirbek         | 3:53,01    |
| 4     | ESP  | Alex Pintado           | 3:54,48    |
| 5     | TUR  | Muhammed Ağgün         | 3:54,86    |
| 6     | ITA  | Jacopo Risi            | 3:55,84    |
| 7     | CZE  | Filip Roul             | 3:56,19    |
| 8     | BEL  | Reda Aouragh           | 3:56,36    |

### 3000 m
| Platz | Land | Sportler        | Zeit (min) |
| ----- | ---- | --------------- | ---------- |
| 1     | SRB  | Aldin Ćatović   | 8:21,43    |
| 2     | NOR  | Magnus Øyen     | 8:21,96    |
| 3     | ESP  | Oscar Gaitan    | 8:22,25    |
| 4     | ROU  | Lucian Ștefan   | 8:22,79    |
| 5     | BEL  | Sem Serrano     | 8:24,40    |
| 6     | TUR  | Kiyasettin Kara | 8:28,64    |
| 7     | FRA  | Come Le Baron   | 8:32,80    |
| 8     | GER  | David Scheller  | 8:36,31    |

### 110 m Hürden
| Platz | Land | Sportler                    | Zeit (s) |
| ----- | ---- | --------------------------- | -------- |
| 1     | CZE  | Matyas Zach                 | 13,36    |
| 2     | CRO  | Janko Kisak                 | 13,39    |
| 3     | EST  | Tristan Konso               | 13,59    |
| 4     | ITA  | Matteo Togni                | 13,60    |
| 5     | HUN  | Peter Auer                  | 13,63    |
| 6     | SVK  | Peter David                 | 13,83    |
| 7     | POL  | Jakub Zachara               | 13,95    |
| 8     | NOR  | Even Elias Grannes Pedersen | 14,03    |

### 400 m Hürden
| Platz | Land | Sportler             | Zeit (s) |
| ----- | ---- | -------------------- | -------- |
| 1     | DEN  | Joel von de Ahé      | 51,79    |
| 2     | GRE  | Vladimiros Andreadis | 52,70    |
| 3     | EST  | Savva Novikov        | 53,02    |
| 4     | IRL  | David Davitt         | 53,12    |
| 5     | AUT  | Julius Rudorfer      | 53,49    |
| 6     | SRB  | Nebojsa Ilic         | 53,76    |
| 7     | ITA  | Paolo Bolognesi      | 54,39    |
|       | FIN  | Hannu Sjöblom        | DNF      |

### 2000 m Hindernis
| Platz | Land | Sportler         | Zeit (min) |
| ----- | ---- | ---------------- | ---------- |
| 1     | ROU  | Mihai Șavlovschi | 5:39,51    |
| 2     | FRA  | Isaac Duportal   | 5:40,30    |
| 3     | HUN  | Benjamin Szabo   | 5:41,52    |
| 4     | CRO  | Matko Belcic     | 5:43,59    |
| 5     | ITA  | Manuel Zanini    | 5:45,64    |
| 6     | TUR  | Musab Kundakci   | 5:50,27    |
| 7     | GRE  | Filippos Siomos  | 5:51,32    |
| 8     | GER  | Karl Geburek     | 5:52,22    |

### Medley Staffel
| Platz | Land | Sportler                                                                                 | Zeit (min) |
| ----- | ---- | ---------------------------------------------------------------------------------------- | ---------- |
| 1     | FRA  | Ylann Bizasene Arthur Gheerardyn-Renou Sayf Mohammed Reggad Yani Vanlanduyt              | 1:52,68    |
| 2     | SUI  | Kilian Arne Borner Akira Mogbejumireyi Ayomide Eghagha Robin Mike Gloor Jan Rickenbach   | 1:53,56    |
| 3     | ITA  | Mattia De Rocchi Leo Oumar Domenis Simone Giliberto Matteo Togni                         | 1:53,72    |
| 4     | ROU  | Vlad Dumitra Szilard Samuel Jakab David Damian Catalin Alexander Iordache                | 1:54,77    |
| 5     | HUN  | Peter Auer Levente Bodrogi Zalan Deak Peter Csaba Saray                                  | 1:55,42    |
| 6     | SLO  | Zan Ogrinc Zan Ritlop Aljaz Skrinjar Val Velkavrh                                        | 1:58,53    |
|       | GER  | Lucien Berger Leon Joel Clair Peter Osasele Opeoluwa Osazee Cassian Lucas Holland Moritz | DNF        |
|       | POR  | Rui Serras Andre Reis Pedro Afonso Denis Hrabar                                          | DSQ        |

### 5 km Gehen
| Platz | Land | Sportler          | Zeit (min) |
| ----- | ---- | ----------------- | ---------- |
| 1     | ESP  | Daniel Monfort    | 20:22,18   |
| 2     | ITA  | Giuseppe Disabato | 20:35,69   |
| 3     | GER  | Nick Richardt     | 21:05,41   |
| 4     | UKR  | Roman Horbachov   | 21:12,91   |
| 5     | POR  | Eduardo Camarate  | 22:01,25   |
| 6     | FRA  | Bastien Picart    | 22:19,87   |
| 7     | SVK  | Lukas Rosenbaum   | 22:42,87   |
| 8     | HUN  | Benjamin Bor      | 23:12,79   |

### Hochsprung
| Platz | Land | Sportler           | Höhe (m) |
| ----- | ---- | ------------------ | -------- |
| 1     | FRA  | Elijah Pasquier    | 2,12     |
| 2     | TUR  | Yasir Kuduban      | 2,09     |
| 3     | GRE  | Paschalis Gennikis | 2,06     |
| 4     | ROU  | Mihai Calin        | 2,03     |
| 5     | SUI  | Jan Drabik         | 2,03     |
| 6     | GER  | Johannes Böcher    | 2,03     |
| 7     | POL  | Sebastian Antosiak | 2,03     |
| 8     | NOR  | Anthony Johnsen    | 1,99     |

### Stabhochsprung
| Platz | Land | Sportler             | Höhe (m) |
| ----- | ---- | -------------------- | -------- |
| 1     | ESP  | Fabio Marco          | 5,10     |
| 2     | EST  | Karl Kristjan Pohlak | 5,05     |
| 3     | GRE  | Pavlos Kriaras       | 5,05     |
| 4     | FRA  | Jules Courel         | 5,00     |
| 5     | ITA  | Riccardo Befani      | 4,80     |
| 6     | CZE  | Nikolas Papadimitriu | 4,70     |
| 7     | LTU  | Kasparas Gustas      | 4,70     |
| 8     | SLO  | Brin Ciglenecki      | 4,70     |

### Weitsprung
| Platz | Land | Sportler               | Weite (m) |
| ----- | ---- | ---------------------- | --------- |
| 1     | CZE  | Petr Meindlschmid      | 7,90      |
| 2     | FRA  | James Armant Sordet    | 7,45      |
| 3     | ROU  | Eugen-Cristian Popescu | 7,27      |
| 4     | EST  | Janre Jogi             | 7,23      |
| 5     | LAT  | Aleksis Gailitis       | 7,20      |
| 6     | ITA  | Rocco Martinelli       | 7,14      |
| 7     | NOR  | Anthony Johnsen        | 7,08      |
| 8     | IRL  | Michael Kent           | 7,02      |

### Dreisprung
| Platz | Land | Sportler          | Weite (m) |
| ----- | ---- | ----------------- | --------- |
| 1     | GRE  | Ioannis Gkartsios | 15,73     |
| 2     | ITA  | Aldo Rocchi       | 15,72     |
| 3     | FRA  | Jeremie Nzoungou  | 15,48     |
| 4     | ESP  | Carlos Dorado     | 15,43     |
| 5     | UKR  | Ivan Bluich       | 15,16     |
| 6     | LAT  | Aleksis Gailitis  | 14,88     |
| 7     | ROU  | Mihnea Esanu      | 14,83     |
| 8     | TUR  | Emre Colak        | 14,71     |

### Kugelstoßen
| Platz | Land | Sportler                     | Weite (m) |
| ----- | ---- | ---------------------------- | --------- |
| 1     | GRE  | Dimitrios Antonatos          | 20,72     |
| 2     | FIN  | Aatu Kangasniemi             | 20,15     |
| 3     | GER  | Kelson Josue De Carvalho     | 19,77     |
| 4     | ROU  | Stefan Ciobanu               | 18,94     |
| 5     | POL  | Mateusz Chodakowski          | 18,37     |
| 6     | MDA  | Denis Cutcovetchi            | 18,13     |
| 7     | NOR  | Jacob Nicolay Sederholm Hoff | 18,00     |
| 8     | CRO  | Jan Ferina                   | 17,58     |

### Diskuswurf
| Platz | Land | Sportler                | Weite (m) |
| ----- | ---- | ----------------------- | --------- |
| 1     | FRA  | Samuel Conjungo-Taumhas | 61,71     |
| 2     | CZE  | David Jarolimek         | 60,05     |
| 3     | IRL  | Cian Crampton           | 59,32     |
| 4     | HUN  | Zsombor Dobo            | 59,25     |
| 5     | ROU  | Mihai Motorca           | 56,85     |
| 6     | UKR  | Yaroslav Lystopad       | 56,71     |
| 7     | SLO  | Andraž Rajher           | 55,52     |
| 8     | POL  | Jakub Rodziak           | 54,44     |

### Hammerwurf
| Platz | Land | Sportler            | Weite (m) |
| ----- | ---- | ------------------- | --------- |
| 1     | HUN  | Armin Szabados      | 78,92     |
| 2     | FIN  | Aatu Kangasniemi    | 75,09     |
| 3     | GRE  | Nikolaos Sidirenios | 73,41     |
| 4     | SLO  | Andraž Rajher       | 72,13     |
| 5     | UKR  | Artem Cherkashyn    | 69,01     |
| 6     | GER  | Timo Port           | 68,73     |
| 7     | BUL  | Dimo Andreev        | 67,19     |
| 8     | MDA  | Ilia Ciui           | 66,82     |

### Speerwurf
| Platz | Land | Sportler              | Weite (m) |
| ----- | ---- | --------------------- | --------- |
| 1     | POL  | Roch Krukowski        | 79,40     |
| 2     | UKR  | Illia Saievskyi       | 76,11     |
| 3     | SLO  | Tom Teršek            | 73,57     |
| 4     | GER  | Kai Oskar Jaenicke    | 72,32     |
| 5     | SUI  | Cyrill Amhof          | 69,22     |
| 6     | FIN  | Juho Touru            | 67,95     |
| 7     | LTU  | Modestas Glinskas     | 67,65     |
| 8     | ROU  | Narcis Andrei Popescu | 66,40     |

### Zehnkampf
| Platz | Land | Sportler                       | Punkte |
| ----- | ---- | ------------------------------ | ------ |
| 1     | POL  | Hubert Troscianka              | 7354   |
| 2     | CZE  | Daniel Hanzelka                | 7342   |
| 3     | GER  | Leon Clair                     | 7340   |
| 4     | BEL  | Flor Lambrechts                | 7085   |
| 5     | SUI  | Lionel Bruegger                | 7071   |
| 6     | POR  | Denis Hrabar                   | 6968   |
| 7     | FRA  | Garcia Tiago                   | 6645   |
| 8     | GRE  | Nikolaos-Avgoustos Alexopoulos | 6532   |

## Ergebnisse Mädchen

### 100 m
| Platz | Land | Sportlerin          | Zeit (s) |
| ----- | ---- | ------------------- | -------- |
| 1     | EST  | Miia Ott            | 11,80    |
| 2     | ITA  | Alice Pagliarini    | 11,88    |
| 3     | HUN  | Zita Szentgyörgyi   | 11,89    |
| 4     | SWE  | Olivia Lundberg     | 11,94    |
| 5     | CRO  | Vita Penezić        | 11,96    |
| 6     | BUL  | Radina Welitschkowa | 12,07    |
| 7     | GER  | Hanna Räpple        | 12,08    |
| 8     | CZE  | Ester Parohová      | 12,21    |

### 200 m
| Platz | Land | Sportlerin            | Zeit (s) |
| ----- | ---- | --------------------- | -------- |
| 1     | CZE  | Terezie Taborska      | 23,61    |
| 2     | POL  | Maja Wozniak          | 24,08    |
| 3     | EST  | Miia Ott              | 24,21    |
| 4     | ITA  | Elisa Marcello        | 24,40    |
| 5     | BEL  | Lauren Petroci Coninx | 24,58    |
| 6     | SUI  | Geraldine Guntern     | 24,69    |
| 7     | FRA  | Emma Marsilliac       | 24,87    |
| 8     | GRE  | Veatriki Ntougkou     | 25,00    |

### 400 m
| Platz | Land | Sportlerin           | Zeit (s) |
| ----- | ---- | -------------------- | -------- |
| 1     | POL  | Anastazja Kuś        | 53,21    |
| 2     | TUR  | Eda Nur Tulum        | 53,32    |
| 3     | NOR  | Line Safaa Al-Saiddi | 53,60    |
| 4     | ITA  | Valentina Vaccari    | 54,42    |
| 5     | ROU  | Maria Capota         | 54,54    |
| 6     | FRA  | Lisa Blanc           | 55,26    |
| 7     | FIN  | Emmi Savenius        | 55,88    |
| 8     | ISR  | Shani Zakay          | 55,72    |

### 800 m
| Platz | Land | Sportlerin        | Zeit (min) |
| ----- | ---- | ----------------- | ---------- |
| 1     | CZE  | Adéla Holubová    | 2:06,15    |
| 2     | GRE  | Ioulianna Roussou | 2:06,68    |
| 3     | ESP  | Marta Mitjans     | 2:06,96    |
| 4     | ITA  | Lorenza de Noni   | 2:07,06    |
| 5     | SRB  | Maša Rajić        | 2:07,49    |
| 6     | SUI  | Natalia Issler    | 2:07,80    |
| 7     | FRA  | Rose Perotin      | 2:09,42    |
| 8     | CRO  | Olja Galic        | 2:10,03    |

### 1500 m
| Platz | Land | Sportlerin          | Zeit (min) |
| ----- | ---- | ------------------- | ---------- |
| 1     | SUI  | Shirin Kerber       | 4:17,52    |
| 2     | TUR  | Ayça Fidanoğlu      | 4:17,74    |
| 3     | SLO  | Tia Zivko           | 4:19,80    |
| 4     | POL  | Zuzanna Wiernicka   | 4:22,08    |
| 5     | ROU  | Lenuta Constantin   | 4:25,38    |
| 6     | ITA  | Melania Rebuli      | 4:25,56    |
| 7     | SRB  | Saima Murić         | 4:27,31    |
| 8     | UKR  | Sofija Hordijtschuk | 4:29,99    |

### 3000 m
| Platz | Land | Sportlerin            | Zeit (min) |
| ----- | ---- | --------------------- | ---------- |
| 1     | CZE  | Jana Johanova         | 9:30,10    |
| 2     | ESP  | Carla Cabezas         | 9:31,78    |
| 3     | ROU  | Alexandra Maria Hudea | 9:32,21    |
| 4     | GRE  | Mytro Valach          | 9:35,10    |
| 5     | TUR  | Edibe Yagiz           | 9:39,03    |
| 6     | POR  | Lara Costa            | 9:39,96    |
| 7     | IRL  | Clodagh Gill          | 9:44,79    |
| 8     | AUT  | Tabea Schmid          | 9:45,56    |

### 100 m Hürden
| Platz | Land | Sportlerin      | Zeit (s) |
| ----- | ---- | --------------- | -------- |
| 1     | CRO  | Mia Wild        | 13,211   |
| 1     | FRA  | Laura Montauban | 13,211   |
| 3     | POL  | Zuzanna Zajac   | 13,214   |
| 4     | ITA  | Sofia Pizzato   | 13,34    |
| 5     | SLO  | Hana Sekne      | 13,46    |
| 6     | SUI  | Elina Ikezu     | 13,64    |
| 7     | SVK  | Laura Frlickova | 13,81    |
| 8     | GER  | Lea Mehringer   | 13,83    |

### 400 m Hürden
| Platz | Land | Sportlerin          | Zeit (s) |
| ----- | ---- | ------------------- | -------- |
| 1     | UKR  | Olha Maschanjenkowa | 56,28    |
| 2     | ROU  | Alexandra Uță       | 56,31    |
| 3     | FRA  | Meta Tumba          | 57,10    |
| 4     | POL  | Wiktoria Gadajska   | 59,04    |
| 5     | ESP  | Itsaso Madariaga    | 59,11    |
| 6     | GER  | Emma Kaul           | 59,51    |
| 7     | CRO  | Jana Koščak         | 59,95    |
| 8     | ITA  | Elisa Valensin      | 78,64    |

### 2000 m Hindernis
| Platz | Land | Sportlerin               | Zeit (min) |
| ----- | ---- | ------------------------ | ---------- |
| 1     | CZE  | Karolína Jarošová        | 6:23,58    |
| 2     | NOR  | Andrea Nygård Vie        | 6:33,99    |
| 3     | SWE  | Majken Söderlund Larsson | 6:36,01    |
| 4     | FRA  | Valentine Bastide        | 6:43,27    |
| 5     | GER  | Lera Miller              | 6:46,63    |
| 6     | SLO  | Ana Novak                | 6:47,67    |
| 7     | SRB  | Mejra Mehmedović         | 6:49,48    |
| 8     | ESP  | Greta Guerrero           | 6:51,46    |

### Medley Staffel
| Platz | Land | Sportlerinnen                                                                     | Zeit (min) |
| ----- | ---- | --------------------------------------------------------------------------------- | ---------- |
| 1     | ROU  | Stefania Balint Maria Denisa Capota Bianca Maria Tita Alexandra Stefania Uta      | 2:06,13    |
| 2     | ITA  | Elisa Marcello Alice Pagliarini Valentina Vaccari Elisa Valensin                  | 2:06,45    |
| 3     | CZE  | Viktorie Jánská Eliska Kramesova Ester Parohova Terezie Taborska                  | 2:07,16    |
| 4     | EST  | Valeria Smirnova Heti Väät Viola Hambidge Karmel Jano                             | 2:09,06    |
| 5     | NOR  | Line Safaa Al-Saiddi Lea Alise Gundersen Hannah Rebekha Murai-Ubby Mari Skraastad | 2:09,76    |
| 6     | GER  | Lea Mehringer Anna Nicole Hinkelmann Emma Kaul Hanna Räpple                       | 2:10,07    |
| 7     | ESP  | Naida Calonge Laura Martinez Marta Mitjans Alba Serrano                           | 2:10,74    |
| 8     | CRO  | Klara Kapac Jana Koščak Vita Penezić Mia Wild                                     | 2:11,97    |

### 5 km Gehen
| Platz | Land | Sportlerin          | Zeit (min) |
| ----- | ---- | ------------------- | ---------- |
| 1     | HUN  | Alexandra Kovacs    | 22:42,91   |
| 2     | ESP  | Julia Suarez        | 22:48,02   |
| 3     | SRB  | Mina Stankovic      | 22:48,30   |
| 4     | FRA  | Lena Auvray         | 22:53,54   |
| 5     | ITA  | Serana di Fabio     | 23:30,45   |
| 6     | LTU  | Juste Perveneckaite | 23:37,44   |
| 7     | ROU  | Cristina Pop        | 24:22,43   |
| 8     | SVK  | Tamara Indriskova   | 24:29,07   |

### Hochsprung
| Platz | Land | Sportlerin            | Höhe (m) |
| ----- | ---- | --------------------- | -------- |
| 1     | GER  | Ella Obeta            | 1,83     |
| 2     | EST  | Valeria Smirnova      | 1,83     |
| 3     | BUL  | Iren Sarabojukowa     | 1,80     |
| 4     | AUT  | Christiane Krifka     | 1,80     |
| 5     | HUN  | Lilianna Bátori       | 1,77     |
| 6     | FRA  | Jade Marquis Laine    | 1,77     |
| 7     | POL  | Maja Slodzinska       | 1,74     |
| 8     | GRE  | Nikoletta Michailidou | 1,74     |

### Stabhochsprung
| Platz | Land | Sportlerin           | Höhe (m) |
| ----- | ---- | -------------------- | -------- |
| 1     | AUT  | Magdalena Rauter     | 4,00     |
| 2     | CZE  | Apolena Švábíková    | 3,90     |
| 3     | NOR  | Embla Matilde Njerve | 3,90     |
| 3     | HUN  | Emma Meszaros        | 3,90     |
| 3     | GRE  | Evgenia Panagiotou   | 3,90     |
| 6     | GER  | Joy Kessler          | 3,85     |
| 7     | FIN  | Janna Mänpaaa        | 3,85     |
| 8     | LAT  | Sima Aškinezere      | 3,80     |

### Weitsprung
| Platz | Land | Sportlerin        | Weite (m) |
| ----- | ---- | ----------------- | --------- |
| 1     | HUN  | Borí Rozsahegyi   | 6,32      |
| 2     | BUL  | Radina Velichkova | 6,09      |
| 3     | BEL  | Laura Ooghe       | 6,07      |
| 4     | FRA  | Vanessa Lokuli    | 6,03      |
| 5     | CZE  | Viktorie Jánská   | 5,97      |
| 6     | POL  | Olga Szlachta     | 5,94      |
| 7     | ESP  | Laura Martinez    | 5,94      |
| 8     | CRO  | Anna Curkovic     | 5,71      |

### Dreisprung
| Platz | Land | Sportlerin           | Weite (m) |
| ----- | ---- | -------------------- | --------- |
| 1     | ITA  | Erika Saraceni       | 13,42     |
| 2     | POL  | Olga Szlachta        | 13,29     |
| 3     | LTU  | Aureja Beniusyte     | 13,11     |
| 4     | UKR  | Veronika Pienzarieva | 12,88     |
| 5     | BUL  | Petya Bozukova       | 12,59     |
| 6     | GRE  | Zoi Rapti            | 12,42     |
| 7     | SWE  | Lovisa Ulvenstam     | 12,28     |
| 8     | CYP  | Andria Pourikkou     | 12,21     |

### Kugelstoßen
| Platz | Land | Sportlerin         | Weite (m) |
| ----- | ---- | ------------------ | --------- |
| 1     | BEL  | Nafy Thiam         | 17,44     |
| 2     | GRE  | Maria Rafailidou   | 16,25     |
| 3     | FIN  | Ella Mantyla       | 16,22     |
| 4     | CZE  | Karolina Machova   | 16,05     |
| 5     | UKR  | Mariia Ponomarenko | 15,98     |
| 6     | POL  | Julia Michalowska  | 15,46     |
| 7     | ITA  | Anita Nalesso      | 14,77     |
| 8     | SLO  | Karla Jerič        | 14,35     |

### Diskuswurf
| Platz | Land | Sportlerin              | Weite (m) |
| ----- | ---- | ----------------------- | --------- |
| 1     | NOR  | Helene Ramslien         | 49,16     |
| 2     | GER  | Frieda Echterhoff       | 48,17     |
| 3     | GRE  | Maria Rafailidou        | 47,95     |
| 4     | DEN  | Anne Jensen             | 48,82     |
| 5     | SLO  | Nuša Lužnik             | 45,74     |
| 6     | TUR  | Zeynep Oz               | 44,72     |
| 7     | SWE  | Tindra Törnstam Norling | 42,99     |
| 8     | CYP  | Rafaella Aristotelous   | 41,79     |

### Hammerwurf
| Platz | Land | Sportlerin       | Weite (m) |
| ----- | ---- | ---------------- | --------- |
| 1     | FIN  | Pinja Karha      | 67,29     |
| 2     | FRA  | Marie Rougetet   | 66,17     |
| 3     | GER  | Johanna Marrwitz | 65,38     |
| 4     | ESP  | Andrea Sales     | 64,24     |
| 5     | HUN  | Fanni Fertig     | 62,51     |
| 6     | CYP  | Antri Dimitrioiu | 62,07     |
| 7     | LAT  | Karīna Jansena   | 60,72     |
| 8     | BEL  | Manon Beernaert  | 59,90     |

### Speerwurf
| Platz | Land | Sportlerin         | Weite (m) |
| ----- | ---- | ------------------ | --------- |
| 1     | CRO  | Vita Barvic        | 60,48     |
| 2     | FIN  | Rebecca Nelimarkka | 58,91     |
| 3     | EST  | Heti Väät          | 54,44     |
| 4     | SUI  | Selina Capaul      | 52,20     |
| 5     | LTU  | Orinta Navikaite   | 50,47     |
| 6     | CZE  | Tereza Lieblova    | 50,47     |
| 7     | FRA  | Leila Danet        | 49,71     |
| 8     | LAT  | Elza Lazdina       | 45,37     |

### Siebenkampf
| Platz | Land | Sportlerin       | Punkte |
| ----- | ---- | ---------------- | ------ |
| 1     | HUN  | Sarolta Kriszt   | 5830   |
| 2     | SUI  | Lucia Aklin      | 5808   |
| 3     | FIN  | Enni Virjonen    | 56,33  |
| 4     | EST  | Viola Hambidge   | 5578   |
| 5     | UKR  | Albina Zaitseva  | 5409   |
| 6     | FRA  | Zola Ndouma-Mona | 5360   |
| 7     | LAT  | Anna Hofmane     | 5274   |
| 8     | POR  | Natacha Cande    | 5118   |